# Лазар Мицов
Лазар Стоянов Мицов е български революционер, деец на Вътрешната македоно-одринска революционна организация.

## Биография
Мицов е роден в 1872 година в костурското село Смърдеш, тогава в Османската империя, днес Кристалопиги, Гърция. Присъединява се към ВМОРО и е главен майстор на бомби на организацията в Костурско. На 31 май 1903 година участва в голямото Сражение при Локвата и Виняри с войска от Билища и Костур под войводството на Васил Чекаларов. По време на Илинденско-Преображенското въстание през лятото на 1903 година през юли се сражава при Жервени и при Билища и Капещица, а през септември при Апоскеп и двата пъти под командването на Чекаларов. При Апоскеп е ранен. След въстанието продължава да прави бомби за революционната организация.
Емигрира в Свободна България и се установява във варненското село Доброплодно.
На 19 март 1943 година подава молба за българска народна пенсия, която е одобрена и пенсията е отпусната от Министерския съвет на Царство България.